# Okada Izō
Okada Izō (岡田 以蔵?  14 de febrero de 1838 – 11 de mayo de 1865) fue un samurái japonés del final del Período Edo, temido como uno de los cuatro Hitokiri más notables del Período Bakumatsu. Fue miembro del Partido Imperialista de Tosa en su tierra natal, el Dominio de Tosa. Izō y Tanaka Shinbei actuaron en Kioto como asesinos bajo el liderazgo de Takechi Hanpeita.
Su nombre póstumo  (諱 imina?) era Yoshifuru.

## Primeros años y formación
Okada Izō nació en Iwamura, en el Dominio de Tosa, como el hijo mayor de un samurái rural llamado Okada Yoshihira. Tenía un hermano menor llamado Okada Keikichi.
Okada comenzó como autodidacta en el arte del kenjutsu, pero más tarde se convirtió en alumno de Takechi Hanpeita bajo la escuela Nakanishi-ha Ittō-ryū (中西派一刀流), una rama de la escuela Ono-ha Ittō-ryū. Siguiendo a Takechi, en septiembre de 1856, Okada se trasladó a Edo para estudiar Kyōshin Meichi-ryū en el Shigakukan, el  salón de entrenamiento de Momonoi Shunzō. Después de un año, regresó a Tosa.
En 1860, Okada siguió a Takechi y entrenó en artes marciales en las regiones de Chūgoku y Kyushu. Debido a que Takechi consideró que la familia de Okada tendría dificultades para cubrir los gastos de viaje, solicitó al señor feudal del Dominio de Oka han en la provincia de Bungo que alojara a su alumno. En Oka, Izō estudió la escuela de kendo Jikishi-ryu. Alrededor de mayo de 1861, Okada se trasladó a Edo y regresó a Tosa en abril del año siguiente. Ese mismo año, se unió al Tosa Kinnoto, organizado por Takechi y leal al movimiento Sonnō Jōi. Sin embargo, por alguna razón, Okada fue eliminado más tarde de la lista de nombres, junto con Ike Kurata y Hirota Jusuke.

## Asesinatos y trabajo como guardaespaldas

### Asesinatos
Inoue Saichiro, el Shita metsuke (inspector de baja categoría de soldados de infantería) del Dominio de Tosa, fue el primer objetivo de Okada Izō en su carrera como asesino. Posteriormente, Izō también asesinó a su compañero Honma Seiichiro, así como a una serie de funcionarios gubernamentales y yoriki que pertenecían al Magistrado de la Ciudad de Kioto, entre los que se encontraban Ikeuchi Daigaku, Mori Magoroku, Ogawara Juzo, Watanabe Kinzan y Ueda Jonosuke. También mató a Tada Tatewaki, hijo de Nagano Shuzen, quien había liderado la supresión de extremistas durante la Purga de Ansei.
Uno de los asesinatos cometidos por Izō fue particularmente cruel: Murayama Kazue fue atado a un puente y expuesto públicamente vivo. No se sabe mucho más acerca de Murayama aparte de su trágico final como víctima de los actos violentos de Okada Izō. Estos actos se llevaron a cabo en nombre del "Castigo divino" (天誅, Tenchū), como lo llamó Takechi Hanpeita. Como resultado de estos crímenes, Izō se hizo conocido como "Hitokiri Izō" y fue temido junto con su compañero hitokiri, Tanaka Shinbei de la provincia de Satsuma.

### Guardaespaldas
Después de su tiempo como asesino, Izō trabajó como guardaespaldas y, en 1863, gracias a la mediación de Sakamoto Ryōma, fue contratado por Katsu Kaishū. Durante su servicio como guardaespaldas de Kaishu, Izō demostró su valentía y habilidad en el combate. Tres asesinos intentaron atacar a Kaishū, pero Izō logró derribar a uno de ellos y rugió, haciendo que los dos asesinos restantes huyeran. Katsu quedó impresionado por la habilidad de Izō y lo designó como guardaespaldas de Nakahama Manjirō.
Durante una visita a una tumba de estilo occidental que Manjirō había construido, cuatro asesinos intentaron atacar a Manjirō, pero Izō había sentido las dos emboscadas que se avecinaban y pudo eliminar a los atacantes antes de que pudieran hacer daño a Manjirō. Gracias a su valentía y habilidad en el combate, la reputación de Izō creció aún más.

## Arresto, torturas y muerte
Tras el Incidente de Kinmon, el impulso del Kinnoto disminuyó. En junio de 1864, fue capturado por un oficial del shogunato y acusado de tener un tatuaje, lo que llevó a su destierro de la capital, Kioto. Al mismo tiempo, un oficial del Dominio de Tosa lo arrestó y lo envió de regreso a su ciudad natal.
En 1865, Izō estuvo involucrado en otro asesinato, el del regente de Tosa, Yoshida Tōyō, a quien mató antes de que pudiera ascender al poder. Como resultado, todos sus compañeros del Kinnoto de Tosa fueron arrestados en el Dominio de Tosa por ese asesinato y la serie de asesinatos que tuvieron lugar en la capital, Kyoto. Con la excepción de Takechi, que era de rango Joshi (guerrero superior), todos ellos fueron sometidos a torturas severas. Takechi, quien se enteró del arresto de Izō, escribió en una carta a su hogar expresando su desprecio hacia Izō.
Las cartas que se consideraban escritas por Tauchi Keikichi (hermano menor real de Takechi) y otros indican que, como la casa de Izō estaba en Shichiken-machi, un barrio de Tosa, también fue despectivamente referido como 'el de Shichiken'. Al enterarse del arresto de Izō, algunos compañeros tanto dentro como fuera de la prisión, incluida la familia Yamauchi que estaba detrás del asesinato de Yoshida, temían que la confesión de Izō los pusiera en riesgo y planearon envenenarlo, pero Takechi logró persuadirlos de no hacerlo. Izō sufrió torturas severas, pero finalmente hizo una confesión completa. Fue decapitado el 11 de mayo de 1865, y su cabeza fue exhibida públicamente.
Su jisei no ku (辞世の句 poema de despedida) decía: 'Mi mente que te sirvió no sirvió para nada, y solo se aclarará después de que hayas partido' (君か為 尽す心は 水の泡 消にしのちそ).
Su tumba se encuentra en la tumba familiar en las montañas cerca de la estación de Azo en la ciudad de Kōchi, prefectura de Kōchi. Fue enterrado bajo su nombre personal, Okada Yoshifuru.
Existen algunas fotografías que se difunden como fotos de Izō, pero la mayoría muestran a Chojiro Kondo y Seizo Okada. No se conocen fotografías reales de Izō.

## Izō en la ficción
Varias películas tienen a Okada Izō como protagonista, en particular "Hitokiri" (1969) de Hideo Gosha (interpretado por Shintaro Katsu) y "Izo" (2004) de Takashi Miike (interpretado por Kazuya Nakayama). El drama de Taiga de NHK "Ryōmaden" (2009) lo presentó varias veces (interpretado por Takeru Sato) como uno de los amigos de Sakamoto Ryōma y asesinos de Takechi Hanpeita.
En el manga, Nobuhiro Watsuki basó al personaje Kurogasa Udō Jin-e de su serie "Rurouni Kenshin" en Izō; el autor admite que el personaje tiene poco parecido con Izō. Hideaki Sorachi también basó a Nizo Okada, un personaje de su obra "Gintama", en Izō. Masami Kurumada, autor de la popular serie de manga "Saint Seiya", agregó recientemente un personaje a su obra, llamado Capricorn Izō, que está inspirado en Okada. El manga "Assassin" de Hiroshi Hirata se basa en la misma historia representada en la película "Hitokiri".
Okada también apareció en "Kengo", un videojuego basado en nueve legendarios espadachines. En el juego, se revela su nombre completo como Okada Izō Nobutoshi y se explica que utiliza un estilo de esgrima Goken, que significa dominar al oponente a través de la fuerza física y asaltos audaces, al igual que el Jigen-ryu utilizado por algunos otros hitokiri del período Bakumatsu. Okada aparece como personaje en el videojuego de 2014 "Ryū ga Gotoku Ishin!" con similitudes con el personaje de la serie Yakuza, Akira Nishikiyama.
En 2018, apareció en el juego móvil "Fate/Grand Order" como un sirviente de clase Asesino.